# Vodni (Adiguèsia)
|  | Per a altres significats, vegeu «Vodni». |

Vodni - Водный (rus) és un possiólok de la República d'Adiguèsia, a Rússia. Es troba a l'inici de l'embassament de Krasnodar, a 6 km de Krasnogvardéiskoie i a 76 km al nord-oest de Maikop, la capital de la república. El 2017 la vila estava deshabitada.
Pertany al municipi de Khatukai.